# 이바노프란키우스크 국제공항

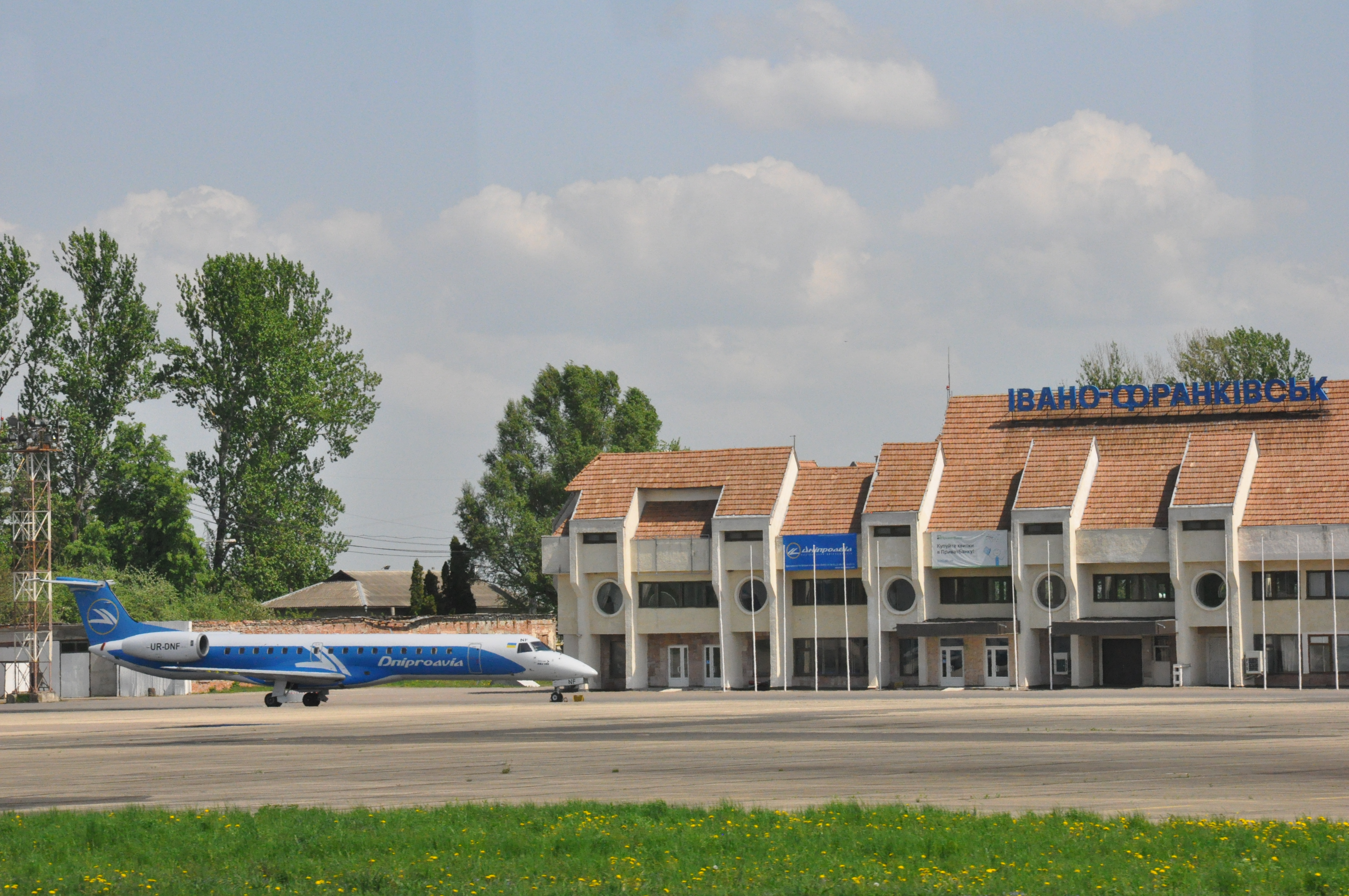

이바노프란키우스크 국제공항(Ivano-Frankivsk International Airport, IATA: IFO, ICAO: UKLI)은 마을 중심지로부터 도로 기준 4.4킬로미터 지점 떨어진 우크라이나 이바노프란키우스크의 공항이다.
2022년 2월 24일, 우크라이나는 2022년 러시아의 우크라이나 침공으로 인해 민간 항공을 위한 영공을 폐쇄했다. 그 날 이후 이 공항은 파이어볼을 만드는 러시아 미사일에 공격을 받은 것으로 보고되었다.

## 통계
| 연도 | 승객    | 전년 대비 변화 |
| ---- | ------- | -------------- |
| 2009 | 96,300  |                |
| 2010 | 30,520  | 68.3%          |
| 2011 | 116,000 | 280%           |
| 2012 | 31,700  | 72.7%          |
| 2013 | 24,900  | 21.5%          |
| 2014 | 25,200  | 1.2%           |
| 2015 | 3,261   | 87%            |
| 2016 | 98,100  | 2908.0%        |
| 2017 | 110,600 | 12.7%          |
| 2018 | 112,607 | 2.4%           |